# Белогрудая миагра
Белогрудая миагра (лат. Myiagra inquieta) — вид птиц семейства монарховых (Monarchidae). Подвидов не выделяют. Распространены в Австралии.

## Таксономия
Вид впервые описан британским орнитологом Джоном Лейтемом в 1801 году под биноменом Turdus inquietus. Популяции из северной Австралии и Новой Гвинеи, ранее считавшиеся подвидом, теперь выделены в отдельный вид Myiagra nana. Видовое название происходит от лат. inquietus — беспокойный.

## Описание
Белогрудая миагра достигает 20 см в длину. Блестящая иссиня-чёрная голова с небольшим гребнем. Спина, крылья и хвост тёмно-серые. Грудь с лёгким оранжево-коричневым оттенком. Нижняя часть тела от подбородка до подхвостья белого цвета. Иссиня-чёрный клюв окружён небольшими щетинками. Молодые птицы сверху более тусклые, серо-чёрные, а горло и грудь у них окрашены в оранжево-коричневый цвет.

## Биология
Белогрудая миагра обитает на открытых участках леса и редколесьях,  часто встречается на сельскохозяйственных угодьях.

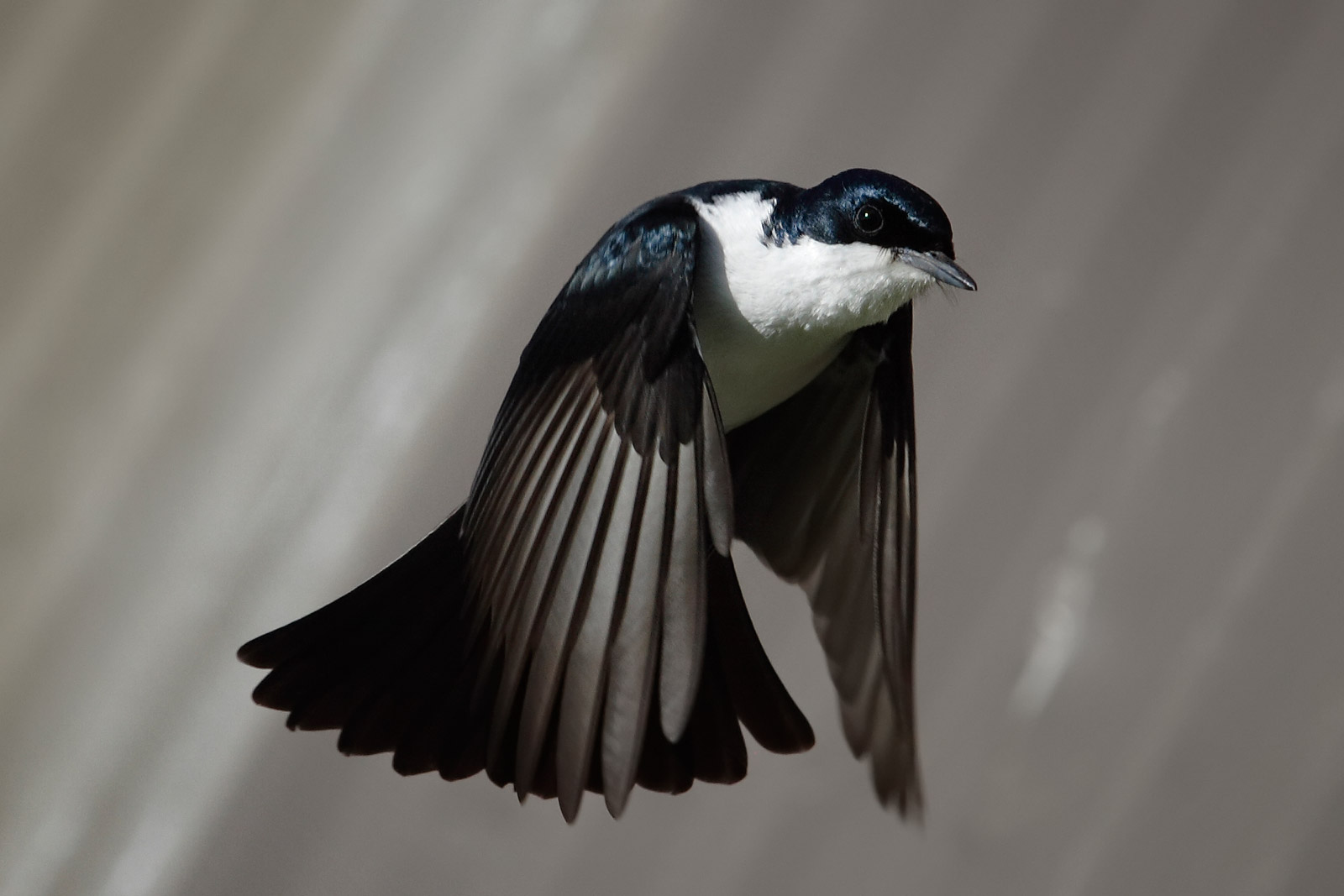

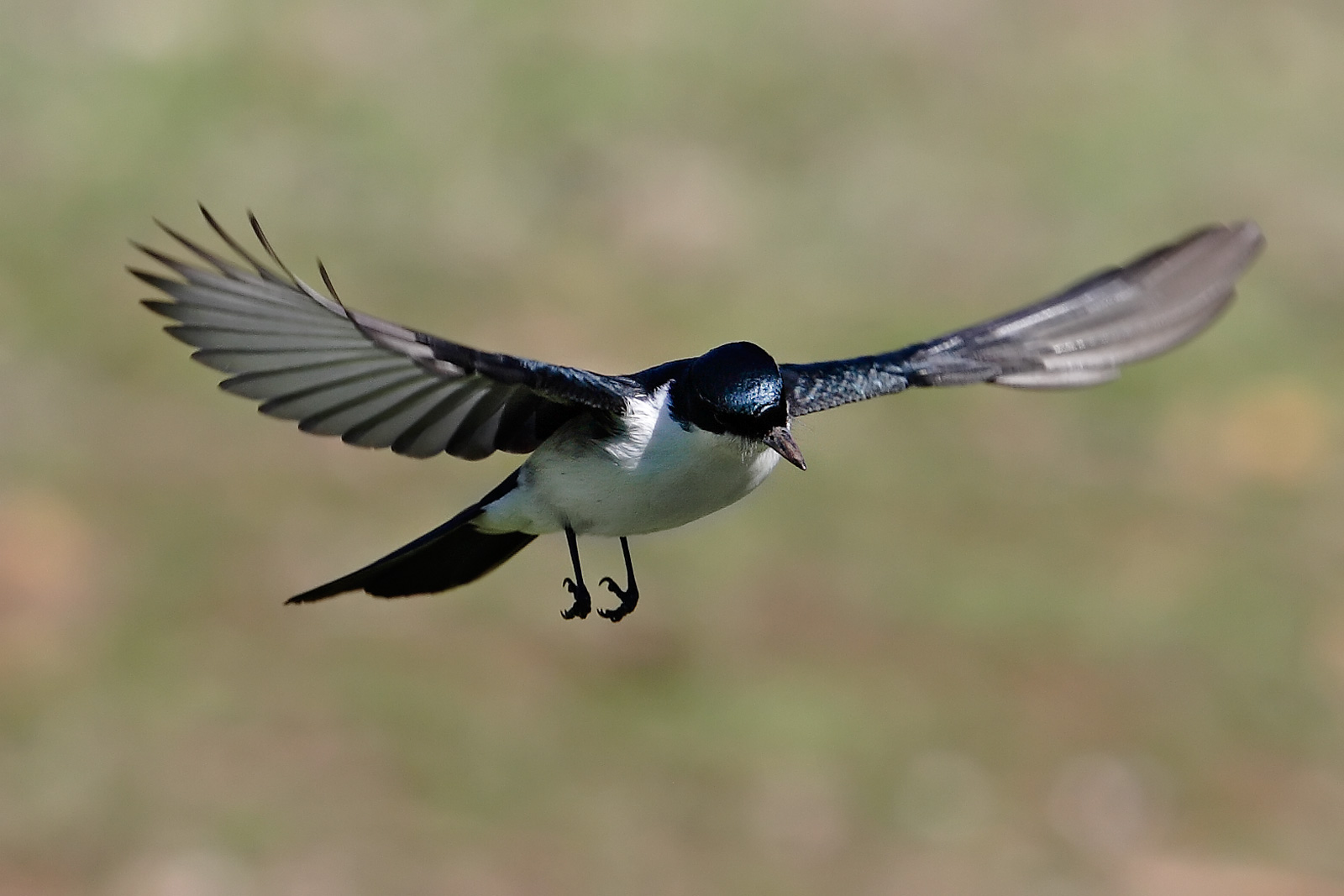

### Питание
В состав рациона входят насекомые и другие беспозвоночные, такие как пауки и многоножки. Охотится поодиночке или парами. В поисках пищи белогрудая миагра парит с выгнутым дугой телом; голова и хвост направлены вниз, хвост расправлен, а крылья быстро подрагивают. Срывая насекомых и других мелких беспозвоночных с листвы деревьев или кустарников, издаёт характерный звук, похожий на звук заточки ножей или ножниц, за что получила ещё одно название на английском языке scissors grinder — «точильщик ножниц». Во время отдыха сидит на пнях или столбах, постоянно поводя хвостом из стороны в сторону и приподнимая маленький гребень.

### Размножение
Белогрудая миагра строит маленькое чашеобразное гнездо из коры и травы, обвязанное паутиной, украшенное кусочками лишайника и коры и размещенное на открытом месте на ветке дерева, часто рядом с водой или над ней. Гнездо выстилается мягкой корой, травой, волосами или перьями. В кладке три блестящих яйца светло-серого или белого цвета с коричневыми пятнами на широком конце яйца. В строительстве гнезда, насиживании яиц и выкармливании птенцов участвуют оба родителя. За один сезон может быть до трех выводков.

## Распространение
Распространены в Австралии: юг Западной Австралии, Квинсленд, Виктория, Южная Австралия (до хребта Флиндерс и полуострова Эйр).